# Good Times (groep)
Good Times was een gelegenheidsgroep uit 2001 in het kader van de 2000ste aflevering van de televisieserie GTST, bestaande uit de acteurs en actrices Aukje van Ginneken (Charlie) Johnny de Mol (Sylvester), Chanella Hodge (Terra) en Winston Post (Benjamin). Zij traden samen op.

## Tijd in GTST
- Aukje van Ginneken - Charlie Fischer (nr. 1) (1999-2003)
- Johnny de Mol - Sylvester Koetsier (2000-2001)
- Winston Post - Benjamin Borges (2000-2004)
- Chanella Hodge - Terra Bloem (2000-2001)

## Discografie

### Singles
| Single met eventuele hitnotering(en) in de Nederlandse Top 40 | Datum van verschijnen | Datum van binnenkomst | Hoogste positie | Aantal weken | Opmerkingen                 |
| ------------------------------------------------------------- | --------------------- | --------------------- | --------------- | ------------ | --------------------------- |
| Ongelofelijk                                                  | 2001                  | 03-02-2001            | 35              | 2            | Nr. 26 in de Single Top 100 |